# Trilophomys pyrenaicus
Genre
Espèce
Trilophomys pyrenaicus est une espèce éteinte du genre également éteint Trilophomys et de la famille des Cricetidae.

## Distribution et époque
Ce campagnol a été découvert en Espagne et en France. Il vivait à l'époque du Pliocène.

## Étymologie
L'épithète spécifique est nommée en référence au lieu de sa découverte : les Pyrénées.

## Taxinomie
Cette espèce a été décrite pour la première fois en 1890 par le paléontologue français Charles Depéret.

## Publication originale
- Depéret, 1890-1897 : « Les animaux pliocènes du Roussillon ». Mém. Soc. Geol. France, Paléontologie, vol. 3, p. 1–194 (consulté le 21 octobre 2013).